# البهائية في الأوروغواي
بدأت الديانة البهائية في أوروغواي بعد أن ذكر عبد البهاء، الذي كان حينها رئيس الديانة، اسم البلاد في عام 1916.
كانت مارثا روت أول بهائية تدخل البلاد في عام 1919.
وكان ويلفريد بارتون أول رائد بهائي يستقر هناك في أوائل عام 1940، وتم انتخاب أول جمعية روحية محلية في مونتفيدو عام 1942.
بحلول عام 1961، انتخب البهائيون في أوروغواي أول جمعية روحية وطنية، وبحلول عام 1963، وُجدت ثلاث جمعيات محلية إلى جانب مجتمعات أخرى.
وبحلول عام 2001، قُدّر عدد البهائيين في أوروغواي بنحو 4000 شخص.

## ألواح خطة الله الإلهية لعبد البهاء
كتب عبد البهاء، نجل مؤسس الدين البهائي، سلسلة من الرسائل أو الألواح إلى أتباع الدين في الولايات المتحدة بين عامي 1916 و1917؛ وقد جُمعت هذه الرسائل لاحقًا في كتاب بعنوان "ألواح خطة الله الإلهية" (Tablets of the Divine Plan). وكان اللوح السادس هو الأول الذي أشار إلى مناطق أمريكا اللاتينية، وقد كُتب في 8 أبريل 1916، لكنه تأخر في تقديمه إلى الولايات المتحدة حتى عام 1919، بعد نهاية الحرب العالمية الأولى والإنفلونزا الإسبانية. وكانت أولى التحركات من قبل المجتمع البهائي تجاه أمريكا اللاتينية من قِبل عدد قليل من الأفراد الذين قاموا برحلات إلى المكسيك وأمريكا الجنوبية قرابة أو قبل هذا التاريخ، ولكنها لم تثمر في عام 1919، ومن بينهم السيد والسيدة فرانكلاند، وروى ويلهلم (الذي تم تعيينه لاحقًا ضمن أيادي الأمر)، ومارثا روت.
بدأت مارثا روت، والتي يُحتمل أن تكون أول بهائية تزور الأوروغواي، رحلاتها في صيف عام 1919، حيث توقفت أولًا في البرازيل، ثم الأرجنتين، ثم الأوروغواي، قبل أن تشرع في عبور جبال الأنديز إلى تشيلي في فصل الشتاء.
وقد تُرجم اللوح السادس وقدم من قبل أحمد سهراب في 4 أبريل 1919، ونُشر في مجلة *Star of the West* في 12 ديسمبر 1919.

قال حضرة المسيح: سافروا إلى شرق العالم وغربه وادعوا الناس إلى ملكوت الله... أولوا أهمية عظيمة للسكان الأصليين في أمريكا... جمهوريات قارة أمريكا الجنوبية – كولومبيا، الإكوادور، بيرو، البرازيل، غيانا، بوليفيا، تشيلي، الأرجنتين، الأوروغواي، باراغواي، فنزويلا؛ وكذلك الجزر إلى الشمال والشرق والغرب من أمريكا الجنوبية مثل جزر فوكلاند، جزر غالاباغوس، جزر خوان فرنانديز، ترينيداد وتوباغو...
وبعد إصدار هذه الألواح ووفاة عبد البهاء عام 1921، بدأ بعض البهائيين في الانتقال أو على الأقل زيارة أمريكا اللاتينية.

### خطة السنوات السبع وما تلاها من عقود
بعث شوقي أفندي، الذي تولّى قيادة الدين بعد وفاة عبد البهاء، ببرقية في 1 مايو 1936 إلى المؤتمر السنوي البهائي في الولايات المتحدة وكندا، وطلب فيها تنفيذ رؤية عبد البهاء بشكل منهجي.
وقد كتب في برقيته:

أدعو المندوبين المجتمعين إلى التأمل في النداء التاريخي الذي أطلقه عبد البهاء في "ألواح خطة الله الإلهية". أحثّ على التشاور الجاد مع الهيئة الوطنية القادمة لضمان تحقيقه بالكامل. القرن الأول من العصر البهائي يقترب من نهايته. البشرية تدخل أطراف المرحلة الأخطر في وجودها. الفرص المتاحة في هذه اللحظة لا تُقدّر بثمن. ليت كل ولاية في الجمهورية الأمريكية وكل جمهورية في قارة أمريكا تعتنق نور دين بهاء الله قبل نهاية هذا القرن المجيد وتُقيم الأساس البنيوي لنظامه العالمي.
وبعد برقية 1 مايو، جاءت برقية أخرى من شوقي أفندي في 19 مايو تدعو إلى إرسال روّاد دائمين إلى جميع دول أمريكا اللاتينية.
وقد عيّنت الهيئة الروحانية الوطنية للولايات المتحدة وكندا "لجنة أمريكا اللاتينية" لتتولى مسؤولية التحضيرات. وخلال مؤتمر أمريكا الشمالية البهائي عام 1937، بعث شوقي أفندي برقية ينصح فيها بإطالة المشاورات لتمكين المندوبين والهيئة الوطنية من وضع خطة لإرسال البهائيين إلى أمريكا اللاتينية، بالإضافة إلى إكمال الهيكل الخارجي لبيت العبادة البهائي في ويلميت، إلينوي.
في عام 1937، بدأت "خطة السنوات السبع الأولى" (1937–1944)، وهي خطة دولية وضعها شوقي أفندي، وقد أعطت البهائيين الأمريكيين هدفًا يتمثل في نشر الدين البهائي في كل دولة من دول أمريكا اللاتينية. ومع انتشار البهائيين الأمريكيين في أمريكا اللاتينية، بدأت تتشكّل المجتمعات البهائية والهيئات الروحانية المحلية منذ عام 1938 في أرجاء القارة.
وفي مطلع عام 1940، وصل أول رائد بهائي، ولفريد بارتون، إلى الأوروغواي. وتوقفت مي ماكسويل ليوم واحد في الأوروغواي خلال رحلة لها في فبراير 1940، وتوفيت بعد عدة أيام في بوينس آيرس، حيث شارك ولفريد بارتون، المنضم حديثًا إليه سيمون روزنزويغ من مونتفيدو، في مراسم جنازتها.
وأفاد بارتون عن أول من اعتنقوا الدين البهائي في ربيع عام 1941، وهم إميليا أ. مارتينيز مورينتي وأبراهام كاسابيان في مونتفيدو.
وقد تم انتخاب أول هيئة روحانية محلية في مونتفيدو عام 1942. ولاحقًا في نفس العام، أفاد بارتون عن وجود 13 بهائيًا، وكان العمل جاريًا على ترجمة بعض الكتب، من بينها كتاب "مطالع الأنوار".

## بعد الحرب العالمية الثانية
في خضم الحرب العالمية الثانية، ورد تقرير يفيد بأن المحفل الروحاني في مونتفيدو قد تم حله في أوائل عام 1945، لكنه أُعيد تأسيسه بحلول صيف نفس العام. انضمّت الرائدة فلورا هوتس إلى ويلفريد بارتون في أوائل عام 1946. تم تعيين لجنة إقليمية لتنسيق الجهود وتعزيز الوحدة والتعارف بين المناطق تمهيدًا لتشكيل المحافل الوطنية الإقليمية في عام 1946، حيث كانت تشيلي، والأرجنتين، والأوروغواي، وباراغواي ضمن نطاق اختصاص هذه اللجنة. ووفقًا للتقارير اللاحقة، كان الغرض المعلن لتلك اللجنة هو تسهيل التحول في توازن الأدوار من قيادة أميركية شمالية وتعاون لاتيني، إلى قيادة لاتينية وتعاون أميركي شمالي. وقد كانت هذه العملية قد بدأت بالفعل بحلول عام 1950، وكان من المقرر تطبيقها بشكل كامل تقريبًا بحلول عام 1953. عُقد المؤتمر البهائي الثاني لأمريكا الجنوبية في سانتياغو، تشيلي، في يناير 1948، بمشاركة المندوبة الأوروغويانية غامبيتا رولدان. وعندما تم انتخاب المحفل الروحاني الوطني الإقليمي لأمريكا الجنوبية، كان من بين أعضائه رانغفالد تايتس من الأوروغواي. وبحلول عام 1950، كان لا يزال هناك محفل واحد في الأوروغواي فقط. وفي عام 1956 استضاف البهائيون في مونتفيدو المؤتمر السادس لانتخاب المحفل الإقليمي لأمريكا الجنوبية. وأُعيد تنظيم المحفل الإقليمي في عام 1957 ليشمل كلًا من تشيلي، الأرجنتين، الأوروغواي، باراغواي، وبوليفيا؛ وكان من بين أعضائه روبرتو كازكارا من مونتفيدو. في أوائل عام 1958، عقد البهائيون في مونتفيدو أول مدرسة صيفية لهم، وفي خريف عام 1959، اجتمع ثمانية عشر بهائيًا في مؤتمر لمناقشة تقدم الدين في الأوروغواي. وفي ديسمبر 1959، نشرت صحيفة إل باييس في مونتفيدو تقريرًا حول عرض تقديمي عن إسرائيل، ذُكر فيه الدين البهائي. وفي ربيع 1960، زار يد أمر الله ويليام سيرز البهائيين في ميناس. وفي أواخر عام 1960، توفي سكرتير المحفل الإقليمي، التشيلي سالفادور تورمو، في حادث تحطم طائرة في الأوروغواي. وفي عام 1961، انتخبت كل دولة من دول المحفل الإقليمي محفلها الروحاني الوطني الخاص بها، وشهد تأسيس المحفل الوطني في الأوروغواي حضور علي أكبر فروتن، أحد أيادي أمر الله. وكان أعضاء أول محفل وطني بهائي في الأوروغواي: ليوبولدا كارابايو، إلسي كازكارا، روبرتو كازكارا، ماري دوترا، فرانثيسكو فلوريس، إلينا كارابايو، ماريو ريجينا ماريوس، كارولا إسكوفِت، وإدوارد بيلتشر. وبحلول عام 1963، كان هناك محافل محلية في كل من مالدونادو، وميناس، بالإضافة إلى مجموعة صغيرة في خوان لاكاز.

## المجتمع الحديث
تم التنويه بمساهمات المجتمع البهائي في عام 1995، حين حثّ ثلاثة من أعضاء مجلس الشيوخ في الأوروغواي على التصويت لصالح حقوق الإنسان للبهائيين في إيران، قائلين: "إن التصويت بهذا الاتجاه لن يكون فقط متوافقًا مع تقاليد البلاد، بل سيشجع أيضًا أعضاء هذا المجتمع على مواصلة عملهم الخيري داخل الأوروغواي وفي بقية أنحاء العالم."
كان هناك بعض البهائيين المعروفين الذين عاشوا في أوروغواي. في عام 1968، أصبح ألفريدو سبيرانزا، عازف البيانو الأوروغوياني الذي قدم حفلات موسيقية في أوروغواي ودول أخرى، عضوًا في الدين البهائي. في عام 2004، دُعيت الفنانة الأوروغويانية سيما بهير لعرض فنونها من قبل سفارة أوروغواي في الأرجنتين في مركز بورخيس الثقافي. في عام 1984، غادر فيل سيزون مدينة نيويورك وسافر إلى أمريكا الجنوبية حيث خدم كـ "رائد بهائي". تم تسجيل أول ألبوماته بعنوان "The Dream" في مونتيفيديو، وضم الترانيم البهائية من "الكلمات المخفية" من تأليف بهاء الله، وأدعية وتأملات، وأغاني أصلية. كما جاب سيزون المنطقة مع راؤول ميدينا، وقدم برنامجه التلفزيوني الخاص "Oro Solido" على التلفزيون الوطني الأوروغوياني وفي منطقة ريو دي لا بلاتا، وكان ضيفًا مميزًا في برنامج "Telecataplum" على قناة 12، وقدم عروضًا في لا أليانزا، وكان ضيفًا مميزًا في "مسابقة ملكة جمال هاواي تروبك في بنتا دل إستـِه"، ودُعي للعزف في السفارة الإسرائيلية في مونتيفيديو. تزوج سيزون من لينا هدايات زاده في عام 1989، بعد عامين من تبنيهم للطفلة لوا أليني التي (في عام 2004) خدمت لمدة ثلاثة أشهر في معبد اللوتس البهائي في نيودلهي، الهند. – "كانت خدمتها أجمل تأكيد و compliment يمكن أن تقدمه لنا." في عام 2006، أطلق سيزون ألبومه الثاني بعنوان "نحن شعب واحد" في سان دييغو، كاليفورنيا.
كما تم تسجيل بعض الأنشطة بين المجتمع البهائي في أوروغواي بشكل عام. فقد قام البهائيون من أوروغواي بالريادة إلى جزر الفوكلاند والبرازيل. أظهرت المدارس الصيفية التي أقيمت في أوروغواي حضور 87 شخصًا في عام 1985 و93 في عام 1987, حيث كان يُعتقد أن البهائيين يعيشون في 96 موقعًا في أوروغواي. بحلول عام 1988 كان هناك مجتمع من البهائيين في مالدونادو. في عام 1989، استضاف بهائيون من مونتيفيديو حدثين؛ الأول كان مؤتمر دولي للنساء تحت رعاية الجمعية الوطنية، حيث حضره حوالي 300 شخص من 12 دولة. والثاني كان "مساء التكامل الثقافي" من تنظيم الجمعية المحلية، حيث جمع ممثلين من عرقيات أرمينية وأفريقية وإسرائيلية شملت أشكالًا ثقافية من اللباس وكلمات عن الاندماج في المجتمع الأوروغوياني. في عام 2008، شارك خمسة وخمسون من أتباع الدين البهائي من أوروغواي مع آخرين من البرازيل وأماكن أخرى في مؤتمر إقليمي في ساو باولو الذي دعت إليه بيت العدل العالمي في ساو باولو.

### التركيبة السكانية
بحلول عام 2001، كان هناك حوالي 4,000 بهائي، أي ما يعادل حوالي 0.2% من السكان الوطنيين وفقًا لقاعدة بيانات المسيحية العالمية، معظمهم في مونتيفيديو. قدر أرشيف بيانات الأديان (استنادًا إلى قاعدة بيانات المسيحية العالمية) عدد بهائيي أوروغواي بحوالي 7,300 في عام 2005.

## وصلات خارجية
- الموقع الرسمي
- الموقع الرسمي لبهائيو مونتفيدو